# Luke Plunket (1er comte de Fingall)
Pour les articles homonymes, voir Plunket.
Lucas More Plunket de Killeen, comté de Meath (né avant 1602, décédé le 29 mars 1637), dénommé Lucas Môr, dixième seigneur Killeen, créé comte de Fingall le 26 septembre 1628  est un pair irlandais.

## Biographie
Plunket est le fils aîné de Christopher Plunket, 9e baron Killeen, et de Jenet, fille de Sir Lucas Dillon, baron en chef de l'Échiquier irlandais et de sa première épouse Jane Bathe. Il hérite de la baronnie en janvier 1613.
Plunket est créé comte de Fingall par la lettre du roi du 26 septembre 1628, "en raison du bon témoignage que le roi a reçu quant à son honneur et sa vertu, et pour l'encouragement de sa poursuite dans de tels cours". On lui accorde 2 400 acres dans le comté de Cavan ; il est l'un des fondateurs de la ville de Virginia, dans le comté de Cavan.
Il siège au comité irlandais pour les privilèges de la Chambre des Lords au Parlement de 1634-1635. Il est un fervent catholique et un défenseur des Grâces (en), le programme de concessions religieuses promis par la Couronne anglaise dans les années 1620, mais jamais mis en œuvre. En conséquence, il se heurte au Lord-lieutenant d'Irlande, le redoutable Thomas Wentworth, 1er comte de Strafford, qui est déterminé à rejeter les Grâces.

## Famille
Plunket épouse Elizabeth FitzGerald, fille de Henry FitzGerald (12e comte de Kildare) et de Lady Frances Howard . Elle meurt, probablement de la peste bubonique, en 1611.
Plunket épouse en secondes noces Susannah, fille d'Edward Brabazon (1er baron Ardee) et Mary Smythe . Ils ont deux fils Christopher Plunket (2e comte de Fingall), qui devient 2e comte et George, dont plus tard les comtes de Fingall descendent; et une fille, Eleanor, qui épouse Andrew Nugent.
Plunket épouse en troisièmes noces Eleanor, fille de Dudley Bagenal et Mabel FitzGerald, et veuve de Sir Thomas Colclough de l'abbaye de Tintern, comté de Wexford. Elle meurt en 1632.
Il épouse en quatrièmes noces Margaret, fille de Nicholas St Lawrence (9e baron Howth) (en) et de sa seconde épouse Mary White, et veuve de Jenico Preston, 5e vicomte Gormanston.
 